# Купчанко Григорій Іванович
Григо́рій Іва́нович Купча́нко (1849—1902) - москвофільський діяч з Буковини, видавець газет «Русска правда», «Просвещение» (виходили у Відні). Виношував ідею зібрання «русского православного віча» на Буковині, що викликало протидію президента краю та буковинського митрополита, потягло за собою переслідування ініціаторів «віча». Відомий також як автор фольклористичних нарисів про Буковину, зокрема, дослідження «Песни буковинского народа», що друкувалось у 2-у томі «Записок Юго-западного отдела императорского русского географического общества» (К., 1875).

## Твори
- Наша родина: иллюстрованньій сборникь для простонародного читанья/Сост. Купчанко Григорій
- Некоторые историко-географические сведения о Буковине. Киев: тип. М.П. Фрица, 1875.
- Русский народ. Вена: книгопечатня Ф. Ясперса, 1889.
- Буковина и еи русски жители. Вена, 1895.
- Галичина и еи русски жители. Вена, 1896.
- Угорска Русь и еи русски жители. Вена, 1897.
- Русский путеводитель по Вене и Австро-Венгрии. Вена: книгопечатня Ф. Ясперса, 1899.
- Русь и Польша. Вена: книгопечатня Ф. Ясперса, 1902.
- Сборник песен буковинского народа : (из материала, доставленного Г. И. Купчанком в Юго-Запад. отд. император. рус. геогр. о-ва) / сост. А. Лоначевский. — Киев : Тип. М. П. Фрица, 1875. – С. 86-314, 3.